# Club Social Cultural y Deportivo Quevedo
El Club Deportivo Quevedo es un equipo de fútbol ecuatoriano, cuya sede está en la ciudad de Quevedo, Ecuador. Fue fundado el 15 de junio de 1952, Actualmente juega en la Segunda Categoría de Ecuador. Históricamente ha sido el máximo representante de la provincia de Los Ríos; en la serie de privilegio, fue protagonista en los años 1980.
Está afiliado a la Asociación de Fútbol Profesional de Los Ríos.

## Historia
Dos etapas claramente diferenciadas formaron parte del Club Deportivo Quevedo a lo largo de sus 67 años de vida institucional: la etapa de aficionado y la profesional. Su primera etapa fue protagonista en diferentes torneos, organizados por Liga Deportiva Cantonal de Quevedo, hasta que en 1977 ascendió al fútbol profesional, luego de ganar un torneo zonal entre el San Camilo, Pacharaco y Fluminense de Valencia.
A partir de ese momento el conjunto del Club Deportivo Quevedo, empieza a vivir una etapa de euforia, los aficionados acompañan al equipo en los primeros años, pero paulatinamente se van retirando, hasta llegar a situaciones bastante críticas. Lo penoso de todo es que no se ha conseguido manejar al club como una verdadera institución, muchos dirigentes solo han utilizado al club como un trampolín político.
Por las filas del Club Deportivo Quevedo han pasado dirigentes como: Angel Valenzuela, Olegario Orellana, Gonzalo Báez, Hugo Vélez, Felipe Rivera, Carlos Kure, Hugo Silva, Valentín Cheng, Patricio Mendoza, entre otros.
Ahora conduce en la presidencia del club el Lcdo. Marlon Parraga, quien también es periodista de Quevedo. Mientras que el nuevo entrenador, el ecuatoriano Paúl García, aspira retornar al equipo a la serie de privilegio.

### Su Mejor Época
En la temporada del años 85 y 86, la escuadra del Club Deportivo Quevedo clasificó a la élite del fútbol ecuatoriano, entre los doce mejores del campeonato, que pugnaban por un cupo para la Copa Libertadores.
En ese entonces había jugadores como Víctor Bonilla, Pedro Salazar, Gil, Nazareno, Lorenzo Klinger, Galo Zapatier, Humberto Cotto, Ceulo Ortiz, Patrocinio Amarilla entre otros, que compartieron los tiempos de oro del equipo azul y grana.

### Algo de historia
Según las estadísticas el conjunto azul y rojo nació un 15 de junio de 1952, junto al presidente David Osorio Landines, Humberto Mora, José Ubillús, Manuel Vargas, Luis Coello Obando, Enrique Mora, Angel Triviño, Mauro Cevallos, Angel Caicedo quienes fueron los fundadores del Club.
Uno de los hinchas más enamorados del club rojo y azul fue don Astolfo Franco, quien escribió la única canción del club, hace 32 años cuando fue gerente del Club Quevedeño.
Uno de los mejores jugadores en toda la historia que pasaron por el Club Quevedeño fueron: Emérito Vega, Lorenzo Klinger, Gil Nazareno, Omar Marchense, Lindemberg Espinoza, Julián Fermín Cristaldo, Víctor Bonilla.

### Su camino al descenso
Y luego de conocer la gloria, de jugar con los mejores equipos del fútbol profesional del Ecuador, el Quevedo fue cayendo poco a poco. Hubo años en los que si bien no logró estar en las primeras posiciones, tampoco descendió, hasta que llegó el fatídico 1997.
Allí, a pesar de la ayuda que pretendían dar los dirigentes, el cuadro se fue a pique y no logró alzar cabeza en todo el campeonato, finalmente, cuando la temporada culminó el Club Deportivo Quevedo descendió y ahora debe buscar la forma de reponerse y recuperar la categoría, para intentar cumplir los sueños de sus seguidores, algún día tener fútbol profesional de la Primera A, en Quevedo.

### Ascenso a la Serie A 2013
El 11 de noviembre de 2012, de la mano del entrenador Raúl Duarte, Deportivo Quevedo regresa a la primera categoría después de 7 años de haber descendido luego de ganarle un partido importantísimo al Ferroviarios en Durán y que el conjunto de River Plate Ecuador le dio una mano al vencer a la Espoli en calidad de local. En la cual lo coronó vicecampeón de la edición 2012 de la Serie B de Ecuador, ascendiendo luego de 7 años a Serie A (categoría en que no estaba desde 2005). El equipo quevedeño no solo ganó la Primera Etapa y el campeonato anual, sino que ganó la Segunda Etapa, luego el 24 de noviembre empató sin goles como local ante el Universidad Católica en Quito.

### Descenso a la Serie B
Tras una mala campaña en la Serie A 2013 el equipo nuevamente fue condenado a la Serie B del Fútbol Ecuatoriano

### Descenso a Segunda Categoría
Tras una mala campaña en la Serie B 2015 el equipo nuevamente fue condenado a Segunda Categoría del Fútbol Ecuatoriano

## Presidentes
- 1952 - 1953: David Osorio Ladines
- 1977 - 1983: José Llerena Olvera
- 1983 - 1984: Felipe Rivera Cerezo
- 1984 - 1986: Olegario Orellana
- 1991 - 1995: Víctor Hugo Silva
- 1998 - 2001: Valentín Cheng[2]
- 2001: Jorge Paladines
- 2001: Patricio Mendoza
- 2002 - 2003: Gustavo Campi
- 2003: José Zapata
- 2003 - 2005: Patricio Mendoza
- 2005: Wilver Macías
- 2005: Giordaneli Arbeláez
- 2006: Segundo Duque
- 2006: Álex Anchundia
- 2006: Vidal Fernández
- 2006: Gustavo Campi
- 2006: Antonio Jácome
- 2007: Hipólito Pincay
- 2007: Leónidas Silva
- 2007 - 2008: Silvio Menéndez
- 2008: Luis Alvario
- 2008 - 2010: José Guzmán
- 2010 - 2011: Orlando Carriel
- 2011 - 2015: César Litardo Caicedo
- 2015 - 2016: Bosco Loor
- 2016 - 2019: Juan Carlos Troya
- 2019 - 2021: Robert Alvarado
- 2021 - 2022 : Rommel Campos Padilla
- 2022 - 2024: Ab. Rover Manrique
- 2024 - 2024: Samuel Calderón
- 2024 - 2028: Marlon Parraga

## Hinchada y clásicos
A la parcialidad de Deportivo Quevedo se la conoce como "rojiazules" y vale decir que es uno de los pocos clubes de la Región Costa que tiene una afición propia, masiva y leal, de ahí que sea conocido como el "Ídolo de Los Ríos" por ser el club insignia de la ciudad y de la Provincia de Los Ríos. A los aficionados del club se les denomina "quevedeños", «rojiazules», "fluminenses" y provienen principalmente de Quevedo y ciudades aledañas como Mocache, Valencia, Buena Fé, Quinsaloma, El Empalme (Guayas) y La Maná (Cotopaxi). La barra de aliento de su hinchada quevedeña se autodenomina Mancha Roja (MRQ), conformada en el año 2002. Se ubican en la calle 20 que está cerca de su estadio. 
Tiene una fuerte rivalidad con el Santa Rita de Vinces, con quien ha disputado en Primera B el denominado «Clásico Riosense». El otro derby es frente al San Camilo, denominado «Clásico Quevedeño». También existe una gran rivalidad con el Venecia de Babahoyo, sobre todo en los últimos años en los Torneos de Ascenso.

## Uniforme
- Uniforme titular: Camiseta roja con una franja azul, pantalón rojo y medias rojas.
- Uniforme alternativo: Camiseta blanca, pantalón rojo y medias azules.

### Evolución
| 1982 | 1983 | 1983 | 1984-1986 | 1987-1988 | 1996 | 1997-1998 | 2001 |  |

| 2004 | 2005 | 2006-2007 | 2008 | Uniforme Titular 2010 | Uniforme Alterno 2010 |  |

| Uniforme Titular 2011 | Uniforme Alterno 2011 | Uniforme Titular 2012 | Uniforme Alterno 2012 | Uniforme Titular 2013 | Uniforme Alterno 2013 |  |

| Uniforme Titular 2014 | Uniforme Alterno 2014 | Uniforme Titular 2015 | Uniforme Alterno 2015 | Uniforme Titular 2016 | Uniforme Alterno 2016 |  |

| Uniforme Titular 2017 | Uniforme Alterno 2017 | Uniforme Titular 2018 | Uniforme Alterno 2018 | Uniforme Titular 2018 | Uniforme Alterno 2018 |  |

| Uniforme Titular 2019 | Uniforme Alterno 2019 | Uniforme Titular 2020 | Uniforme Alterno 2020 | Uniforme Titular 2021 | Uniforme Alterno 2021 |  |

| Uniforme Titular 2022 | Uniforme Alterno 2022 | Uniforme Titular 2023 | Uniforme Alterno 2023 | Uniforme Titular 2024 | Uniforme Alterno 2024 |

### Auspiciantes
- Actualizado al 2025.

La camiseta actual lleva la marca de Pro Sports, empresa ecuatoriana de confección y distribución de accesorios deportivos; con la cual el club tiene vínculo desde 2024 y el patrocinador principal es la casa de apuestas ecuatoriana Listo Bet desde 2025.[cita requerida]
Esta será la cronología de las marcas y patrocinadores de la indumentaria del club.
Las siguientes tablas detallan cronológicamente las empresas proveedoras de indumentaria y los patrocinadores que ha tenido Deportivo Quevedo desde el año 1982 hasta la actualidad:
| Período       | Proveedor      |
| ------------- | -------------- |
| 2004          | Uhlsport       |
| 2005          | Wilson         |
| 2010-2012     | SPRIC          |
| 2013          | Reusch         |
| 2014          | Ldesma Sports  |
| 2015          | SPRIC          |
| 2016          | Boman          |
| 2017          | Sin Marca      |
| 2018          | Jasa Evolution |
| 2019          | Ldesma Sports  |
| 2020          | Yeliyan        |
| 2021          | Baldo's        |
| 2022          | Boman          |
| 2023          | BOHO Sport     |
| 2024-presente | Pro Sports     |

| Período       | Patrocinador                    |
| ------------- | ------------------------------- |
| 1982          | Agripac                         |
| 1983-1984     | Paladines Deportes              |
| 1985-1986     | Radio Sucre                     |
| 1986          | Aprocico                        |
| 1987          | Baninco                         |
| 1988          | Bolsa de Productos              |
| 1995-1996     | Pilsener                        |
| 1997          | Proyecto Renacer                |
| 1998-1999     | Sin patrocinador                |
| 2000          | Licor Cristal                   |
| 2001          | Biela                           |
| 2004-2005     | Pilsener                        |
| 2006          | CM Agro Protección              |
| 2007          | Radio Viva                      |
| 2008          | Diario La Hora                  |
| 2009          | Sin patrocinador                |
| 2010          | Fagro                           |
| 2011-2012     | Gobierno Provincial de Los Ríos |
| 2012-2013     | Municipio de Quevedo            |
| 2014-2018     | Gobierno Provincial de Los Ríos |
| 2019-2022     | Municipio de Quevedo            |
| 2023          | Sin patrocinador                |
| 2023          | Matute Science & Education      |
| 2024          | Alexis Matute                   |
| 2025-presente | Listo Bet                       |

## Estadio
El Estadio 7 de Octubre es un estadio de fútbol de Ecuador ubicado en la avenida Jaime Roldós entre 22 y 23 de la ciudad de Quevedo. Tiene capacidad para 15.200 espectadores.
Desempeña un importante papel en el fútbol local, ya que el Club Deportivo Quevedo hace de local en este escenario deportivo.
El estadio es sede de distintos eventos deportivos a nivel local, así como es escenario para varios eventos de tipo cultural, especialmente conciertos musicales.

## Jugadores
Plantilla 2024

## Datos del club
- Puesto histórico: 21.° (23.° según la RSSSF)[3]
- Temporadas en Serie A: 10 (1982-II-1988, 1997, 2005-A, 2013).[4]
- Temporadas en Serie B: 22 (1978-1982-I, 1989-1991, 1995-1996, 1998-2001, 2003-2004, 2005-C-2006, 2011-2012, 2014-2015).[4]
- Temporadas en Segunda Categoría: 18 (1977, 1992-1994, 2002, 2007, 2009-2010, 2016-presente).
- Mejor puesto en la liga: 5.° (Grupo 1 de 1986).[5]
- Peor puesto en la liga: 12.° (1997).
- Mayor goleada a favor en torneos nacionales:
  - 6 - 1 contra Deportivo Quito (21 de noviembre de 1982).[6]
- Mayor goleada en contra en torneos nacionales:
  - 7 - 0 contra Deportivo Quito (16 de mayo de 1987).[7]
- Máximo goleador histórico: Víctor Bonilla (22 goles anotados en partidos oficiales).
- Máximo goleador en torneos nacionales:
- Primer partido en torneos nacionales:
  - Deportivo Quevedo 2 - 1 Liga Deportiva Universitaria (4 de julio de 1982 en el Estadio 7 de Octubre).[6]

## Palmarés

### Torneos nacionales
| Competición                        | Títulos             | Subcampeonatos |
| ---------------------------------- | ------------------- | -------------- |
| Serie B de Ecuador (3/1)           | 1982-I, 1996, 2004. | 2012.          |
| Segunda Categoría de Ecuador (2/1) | 1994, 2002.         | 2010.          |

### Torneos provinciales
| Competición                         | Títulos                                                             | Subcampeonatos                |
| ----------------------------------- | ------------------------------------------------------------------- | ----------------------------- |
| Segunda Categoría de Los Ríos (8/5) | 1977, 1992, 1993, 1994, 2002, 2007, 2010, 2017. (Récord compartido) | 2009, 2018, 2019, 2023, 2024. |

### Torneos nacionales amistosos
| Competición                     | Títulos | Subcampeonatos |
| ------------------------------- | ------- | -------------- |
| Copa Prefectura de Los Ríos (1) | 2012.   |                |

## Palmarés en otros deportes

### Basquetbol
- Subcampeón Liga Nacional de Básquet (1): 2004.